# Guapira amacurensis
Guapira amacurensis är en underblomsväxtart som beskrevs av Julian Alfred Steyermark. Guapira amacurensis ingår i släktet Guapira och familjen underblomsväxter. Inga underarter finns listade i Catalogue of Life.